# Refulacja

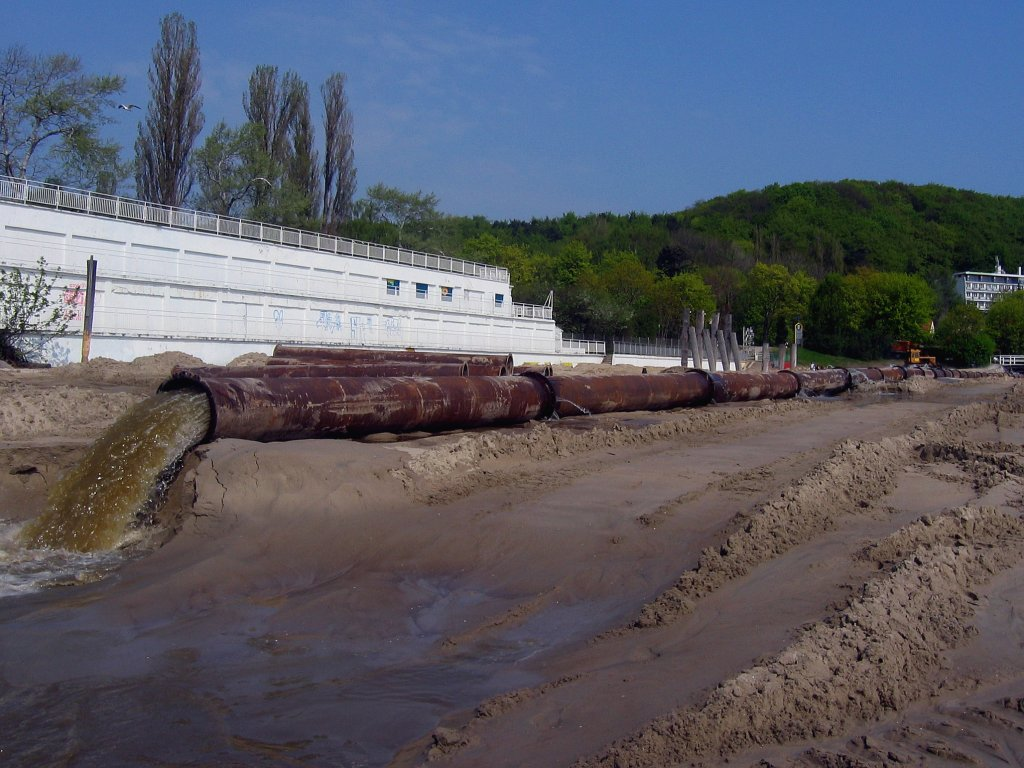
Refulacja plaży w Orłowie

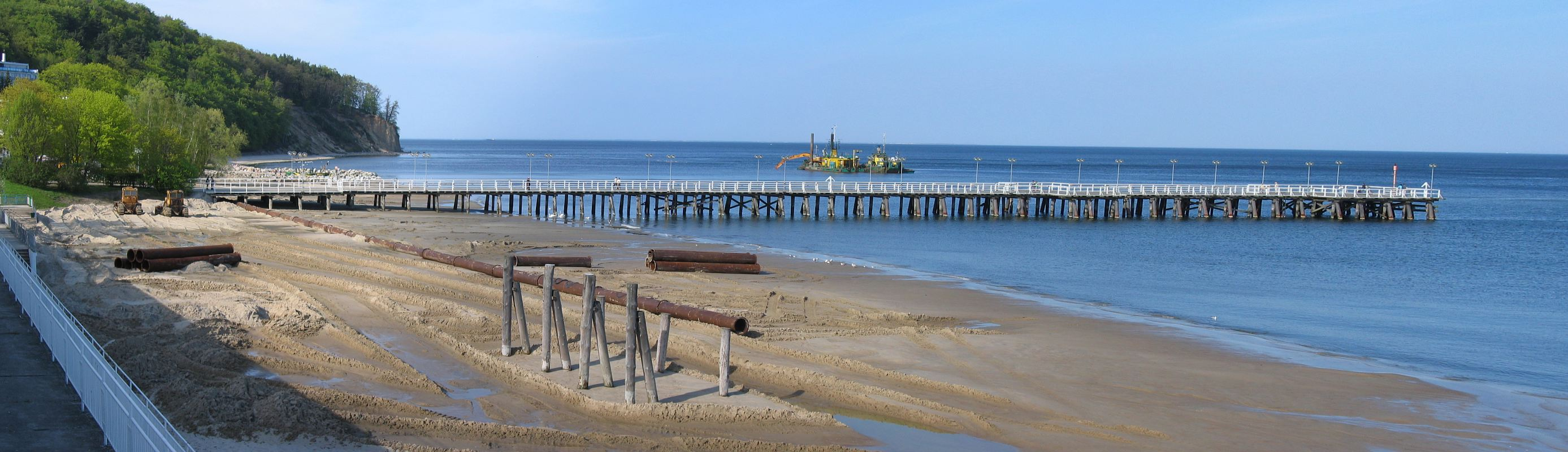
Refulacja plaży w Orłowie

Refulacja – prace mające na celu poszerzanie oraz ochronę plaży, terenów brzegowych, wysp, portów i torów podejściowych itp. Polegają na przetransportowaniu (przepompowaniu) m.in. z pogłębiarki rurami lub szalandą piasku z dna morza (akwenu) na plażę i rozgarnięciu go przez maszyny budowlane.